# KLHL20
Protein giống Kelch 20 (tiếng Anh: Kelch-like protein 20) là protein ở người được mã hóa bởi gen KLHL20.
Protenin mã hóa bởi gen này là thành viên của họ protein Kelch, với đặc trưng là motif đoạn lặp gồm 44-56 amino acid. Motif Kelch hiện diện trong nhiều trường hợp polypeptide khác nhau và chứa nhiều vị trí tiếp xúc protein-protein. Thành viên của họ này có mặt khắp tế bào và cả vùng ngoại bào, với nhiều hoạt động phong phú, đa dạng.